# Cyclotron
Een cyclotron is een circulaire deeltjesversneller. Het is een machine die elektrisch geladen (sub)atomaire deeltjes (vnl. ionen, atoomkernen) een hoge snelheid geeft. De versnelde deeltjes kunnen worden gebruikt voor het bestralen van een uitneembare inwendige trefplaat (target) of worden afgeleverd in een externe bundel voor het gecontroleerd uitvoeren en eventueel waarnemen van botsingsprocessen. Omdat het versnellingspad is ‘opgerold’ is een cyclotron veel compacter dan  een lineaire versneller, met voordelen en nadelen van dien.

## Werking
Het versnellen gebeurt door een groep geladen deeltjes, meestal afkomstig van een ionenbron, na injectie in het centrum van een cilindrische vacuümdoos te onderwerpen aan een combinatie van een verticaal gericht magneetveld, opgewekt door een sterke elektromagneet met cirkelvormige polen, en een hoogfrequent elektrisch veld. Het magneetveld oefent een lorentzkracht uit op de deeltjes waardoor deze een horizontale cirkelvormige baan gaan beschrijven. Na een halve omloopbaan van de  deeltjes draait het elektrisch veld om waardoor de deeltjes blijven versnellen. Door de toenemende snelheid bewegen de deeltjes in een spiraalvormige baan naar buiten, terwijl de omlooptijd in eerste instantie gelijk blijft. Dicht bij de rand van de vacuümdoos hebben de deeltjes een energie vele malen groter dan bij een enkele doorgang van het versnellend elektrisch veld. Met een bundelextractiesysteem worden de deeltjes buiten het magneetveld gebracht en in een opto-magnetisch bundelgeleidingssysteem getransporteerd naar een plaats van bestemming.

## Historie

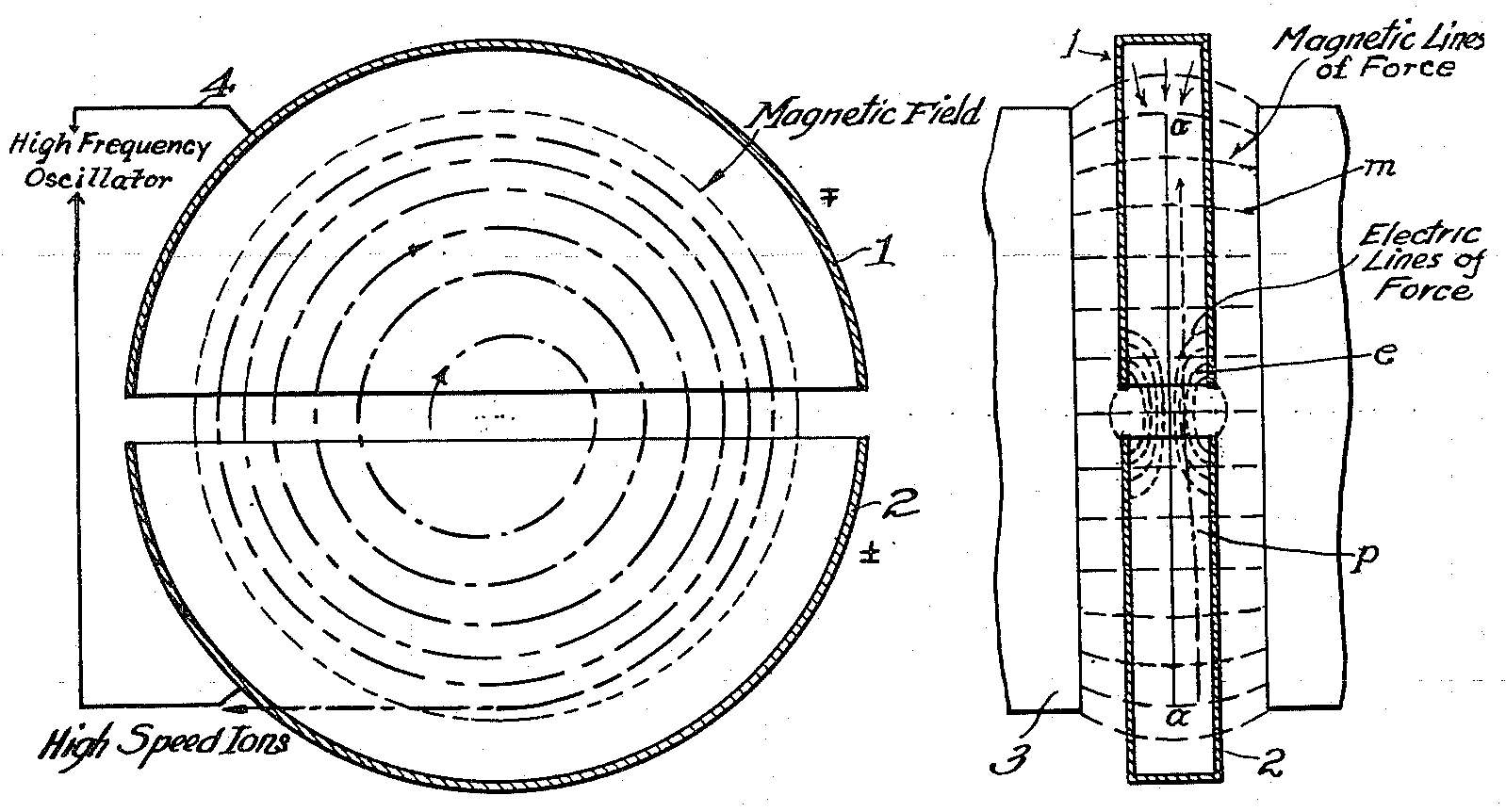
Schematische voorstelling van het cyclotron volgens Lawrence' octrooi uit 1934

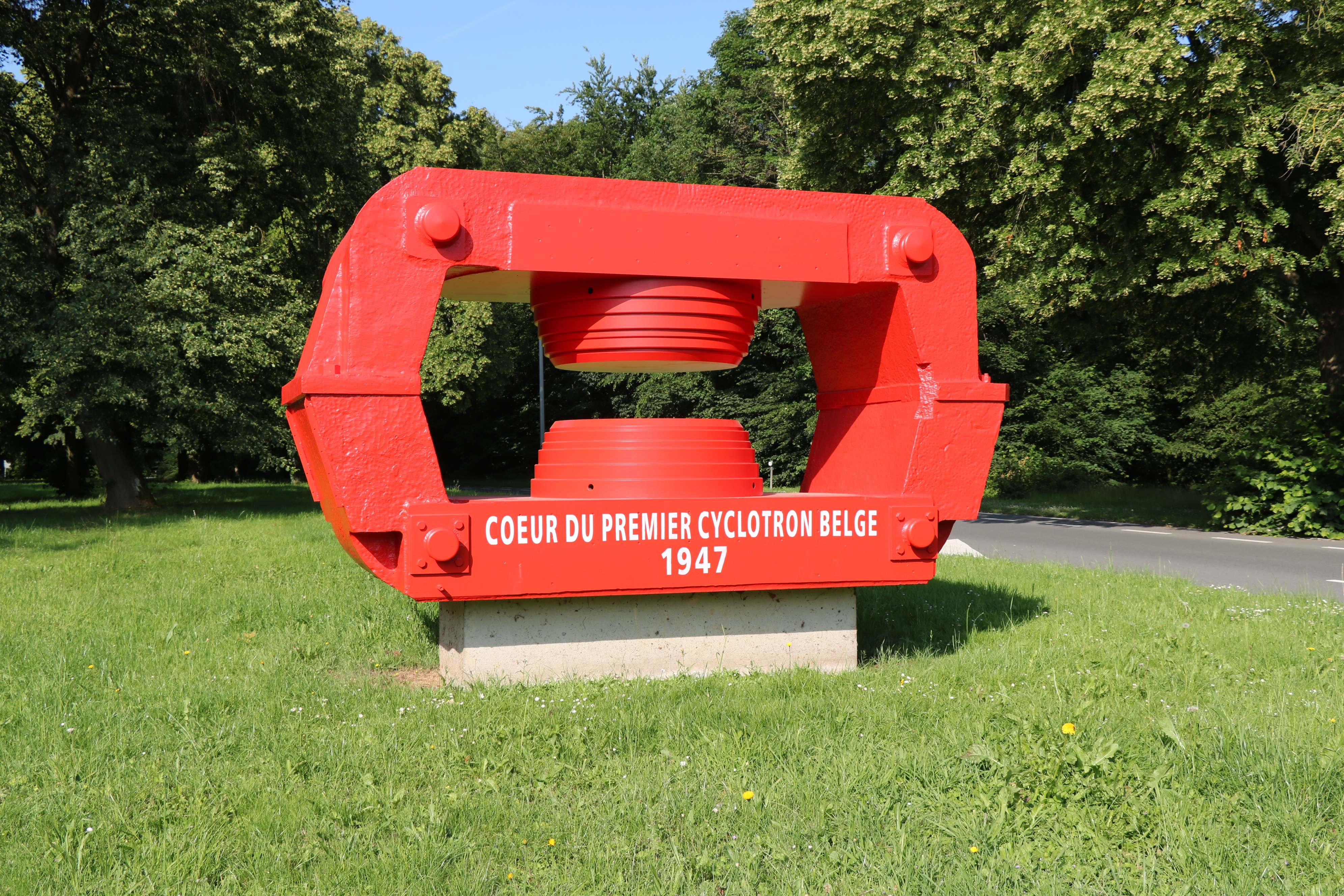
Magneet van het eerste Belgische cyclotron, gebouwd in Heverlee in 1947.

Het principe van het cyclotron werd in 1929 ontwikkeld door de Amerikaanse fysicus Ernest Lawrence van de Universiteit van Californië in Berkeley. Samen met Milton Stanley Livingston realiseerde hij in 1931 voor het eerst een werkend cyclotron met een magneetpooldiameter van 4.5 inch (11,4 cm) en bereikte daarmee een energie voor protonen van 80 keV (vergelijkbaar met een versnellend veld van 80.000 volt) bij een werkelijk gebruikt veld van 1800 volt. Zes maanden later bereikte hij met een 11 inch (27,8 cm) cyclotron 1 MeV. In 1939 werd onder leiding van Lawrence het 60-inch (152 cm) cyclotron met een 200 ton wegende magneet en een bundel van 16 MeV deuteronen in werking gesteld. Dit leidde onder meer tot de ontdekking van kunstmatige transuraan elementen, zoals neptunium en plutonium.
Naarmate de door cyclotrons bereikbare energie hoger werd, konden steeds nieuwe verschijnselen worden ontdekt. Bij het streven naar een hogere deeltjesenergie werd het noodzakelijk om rekening te houden met relativistische effecten: het bij toenemende snelheid en energie 'zwaarder' worden van de deeltjes, waardoor de omlooptijd in een constant magneetveld tijdens de versnelling toeneemt. Enerzijds kan hieraan worden tegemoetgekomen door de frequentie van het wisselend elektrisch veld te variëren (frequentiemodulatie) over een periode tijdens welke een ‘burst’ deeltjes vanuit het centrum tot de buitenste baan wordt versneld. Zo ontstond naast het klassieke cyclotron het synchrocyclotron en het synchrotron. Hierbij worden de kortdurende deeltjesbursts met relatief lange tussenpozen afgeleverd. Anderzijds kan men het gemiddelde verloop van het magneetveld naar buiten toe zo laten toenemen dat de omlooptijd constant blijft (isochroon cyclotron). In dit geval ontstaat er een constante bundel deeltjes. Tenzij speciale voorzorgen worden genomen vertoont de bundel wel nog de ‘substructuur’ van groepen gezamenlijk versnelde deeltjes, in de vorm van scherpe piekjes met de periode van het hoogfrequent elektrisch veld. Omstreeks 1940 werd in Berkeley begonnen aan het ontwerp van een synchrocyclotron met een diameter van 184 inch (467 cm) voor versnellingsenergieën boven 100 MeV, dat – vertraagd door de Tweede Wereldoorlog – in 1946 voltooid werd. In het onderzoeksprogramma met deze machine zijn tal van belangrijke ontdekkingen gedaan en baanbrekende meetgegevens verzameld. Dit model is als uitgangspunt genomen bij het ontwerp van talrijke cyclotrons elders.
Om de bundelintensiteit (aantal versnelde deeltjes per seconde) te verhogen werd naast verbeteringen van de ionenbron en het vacuüm, soms het versnellingsproces in tweeën gesplitst. Twee cyclotrons werken dan ‘in serie’. Het tweede cyclotron begint de versnelling bij de eindenergie van het eerste. Een speciaal sector patroon in de sterkte van het magneetveld hiervan, maakt dit cyclotron niet alleen isochroon, maar zorgt er tegelijkertijd voor dat het aantal gezamenlijk als groep versnelde deeltjes veel groter kan zijn (strong focusing). Om de afmetingen en de exploitatiekosten te minimaliseren wordt bij moderne cyclotrons steeds vaker het magneetveld opgewekt door gebruik te maken van een supergeleidende elektromagneet.
Cyclotrons sterk variërend in afmeting, bundelenergie, bundelintensiteit en te versnellen deeltjessoorten werden in de tweede helft van de twintigste eeuw in veel landen in gebruik genomen, voornamelijk voor onderzoek in de kernfysica en deeltjesfysica en toepassingen daarvan. In 2009 staan de krachtigste cyclotrons in de onderzoeksinstituten TRIUMF in Vancouver, Canada, en het Paul Scherrer Institute (PSI) bij Zürich, Zwitserland. Vanaf de jaren 1950 worden ook kleine ‘tabletop’-cyclotrons gebouwd voor diverse kernfysische toepassingen, aanvankelijk met bundel energieën van ongeveer 10 MeV. Tegenwoordig wordt gewerkt aan zo klein, goedkoop en efficiënt mogelijke apparaten van hoge intensiteit met energieën van tientallen MeV, vooral ten behoeve van de synthese van radio-isotopen, van radiotherapie  en materiaalanalyse.

## Cyclotrons in Nederland

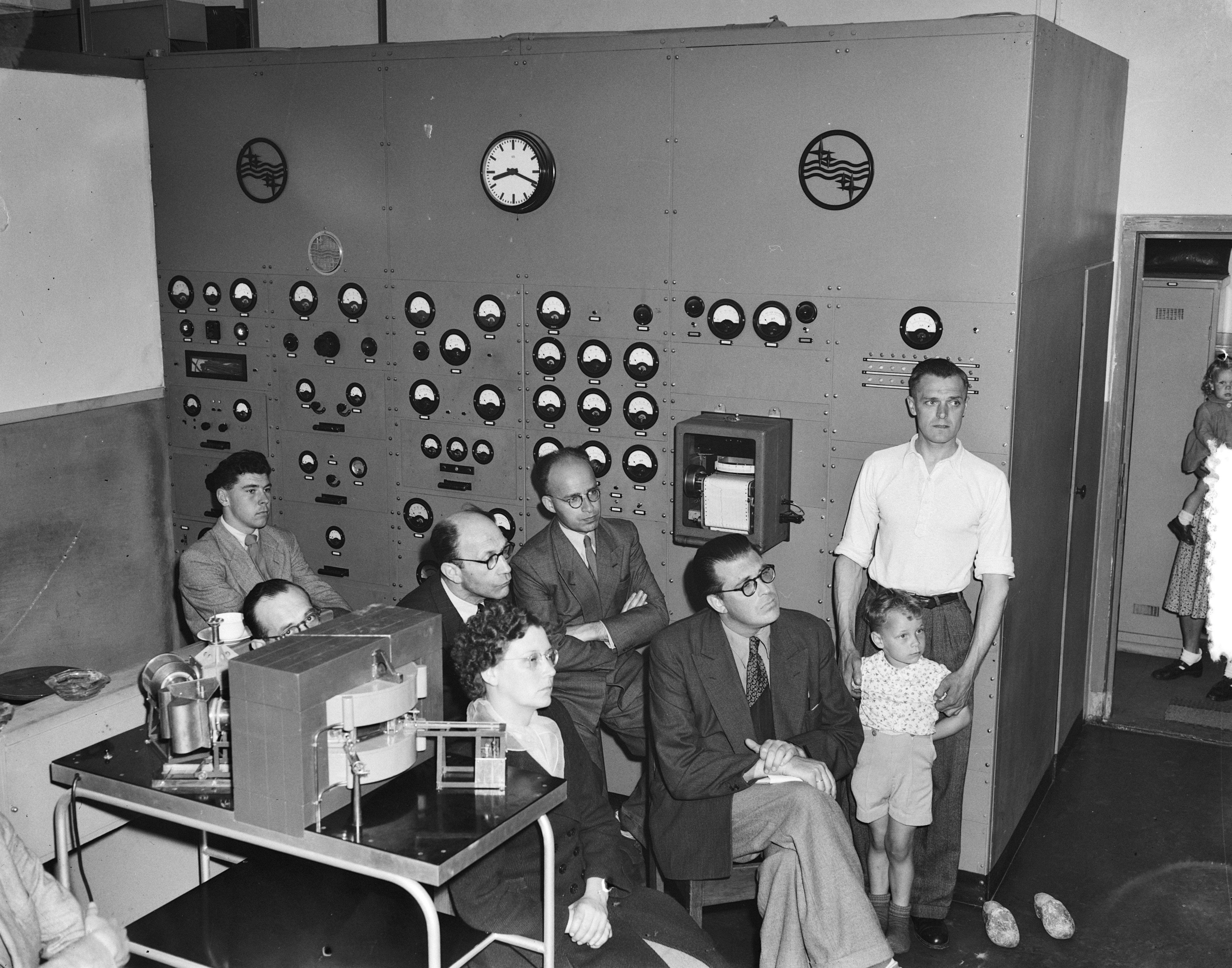
Cyclotron Amsterdam, 1952

In Nederland werd reeds voor de Tweede Wereldoorlog door de N.V. Philips Gloeilampenfabrieken aan de hand van de resultaten in Berkeley begonnen aan de ontwikkeling van een cyclotron. Daardoor kon in Nederland kort na de oorlog onder leiding van F.A. Heyn (Delft) en Cornelis Bakker (later eerste directeur van CERN) worden begonnen met de bouw van een cyclotron in een voormalige gasfabriek in Amsterdam. In 1949 werd dit eerste Europese cyclotron bij het IKO (later Nikhef) in Amsterdam in werking gesteld. Intussen was het ontwerp gewijzigd in een synchrocyclotron, zodat de bereikte energie en bundelintensiteit hoger konden worden dan aanvankelijk was voorzien. Dit cyclotron produceerde tot in de jaren 1970 bundels van o.a. 26 MeV deuteronen en 50 MeV protonen, die gebruikt werden voor een onderzoeksprogramma in kernspectroscopie, radiochemie en kernreacties. Een opvallende technische ontwikkeling bij het cyclotron vanaf 1964 betreft een bolvormige detectoropstelling, BOL, destijds baanbrekend voor het gelijktijdig en alzijdig (in coïncidentie) meten van meerdere kerndeeltjes uitgezonden bij kernbotsingen.
Verder werden in Nederland ook cyclotrons geplaatst bij universiteiten en onderzoeksinstituten in Eindhoven (TU/e), Amsterdam (VU), Petten (NRG) en Groningen (KVI).
Het laatste, thans modernste onderzoekscyclotron in Nederland, genaamd AGOR (Accélérateur Groningen-ORsay), is ontworpen en gebouwd in samenwerking tussen KVI en het Institut de Physique Nucléaire (IPN), waarbij de bouw plaatsvond in Frankrijk. Na het testen werd de versneller gedemonteerd en verhuisd naar Groningen. Sinds het begin van 1996 heeft AGOR deeltjesbundels geproduceerd van zowel lichte als zware ionen ten behoeve van wetenschappelijk onderzoek. Het cyclotron is uitgerust met externe ionenbronnen. Er zijn verschillende grote experimentele detectiesystemen voor kernfysisch onderzoek op het KVI, die gebruikt kunnen worden in samenhang met ondersteunende apparatuur. De grootste faciliteit is TRIµP, bedoeld voor het 'vangen' van radioactieve ionen geproduceerd met AGOR.
Het oude Philips-cyclotron van de VU, dat in 1964 in gebruik werd genomen, werd vanaf eind jaren 80 niet meer gebruikt voor onderzoek, maar vooral voor de productie van radionucliden voor medische doeleinden. Inmiddels staan daar drie moderne, kleine IBA-cyclotrons, uit 1997, 2004 en 2010. In 2013 is een cyclotron in het MCA (Medisch Centrum Alkmaar) in gebruik genomen. Hier worden diverse PET-tracers geproduceerd voor de medische diagnostiek. In Nijmegen (Radboudumc) is in 2015 ook een cyclotron geplaatst.